# Ура, Масахару
Масахару Ура (яп. 浦雅春 Масахару Ура); 26 декабря 1948 года — 19 июля 2023 года) — японский исследователь и переводчик русской литературы. Почетный профессор Токийского университета.

## Биография
Ура родился в префектуре Осака. После окончания русской кафедры университета иностранных языков города Кобе в 1971 году он работал в рекламном агентстве в Токио, а также в редакции журнала о русском языке. Для занятий русским языком он читал Чехова — большое впечатление на него произвела фраза из «Трех сестёр», сказанная младшей дочерью Ириной: «Надо поискать другую должность, а эта не по мне. Чего я так хотела, о чём мечтала, того-то в ней именно и нет. Труд без поэзии, без мыслей…».
Чтобы снова начать исследовать Чехова, он поступил в аспирантуру кафедры русской литературы университета Васэда, которую оставил, не окончив докторантуру, в 1983 году. В 1987 году он стал доцентом Токийского технологического института, в 1994 году ― доцентом факультета гуманитарных наук Токийского университета, в 1996 году ― профессором там же. Его специализация ― русская литература, теория культурной репрезентации и т. д. В 2013 году он вышел на пенсию и получил звание почётного профессора Токийского университета.
На 75 году жизни 19 июля 2023 года Ура Масахару умер в больнице в городе Хатиодзи, Токио, от кровоизлияния в мозг.

## Исследования и переводы
Ура занимался исследованиями русской литературы, особенно творчества Чехова, а также русского авангарда и др. Среди его известных сочинений ― сборник эссе «Чехов», переводы работ о Мейерхольде и избранных трудов Станиславского, а также новые переводы классических произведений русской литературы, выходившие в серии «Новые переводы классики».

## Основные сочинения

### Авторские
- «Чехов» (Иванами Синсё, 2004)

### В соавторстве
- «Мир современной советской литературы» (Сёбунся, 1968)
- «Русский авангард. ТЕАТР (1) Опыты футуризма», в соавторстве с Такэкумой Киити и Иватой Такаси (Кокусё канко кай, 1989)
- «Русский авангард. ТЕАТР (2) Театральный октябрь», в соавторстве с Такэкумой Киити и Иватой Такаси (Кокусё канко кай, 1988)

## Переводы
- Э. Браун, «Театр Мейерхольда» («Сёбунся», 1982)
- Э. Браун, «Мейерхольд: революция в театре» совместный перевод с Масару Ито («Суйсэйся», 2008)
- Ф. А. Искандер, «Созвездие Козлотура» («Гундзося», 1985)
- Ф. А. Искандер, «Сандро из Чегема» («Кокусё канко кай», 2002)
- Н. В. Гоголь, «Нос / Пальто / Ревизор» (серия «Кобунся бунко», «Новые переводы классики», 2006)
- А. П. Чехов, «Дядя Ваня / Три сестры» (серия «Кобунся бунко», «Новые переводы классики», 2009)
- К. С. Станиславский, «Работа актёра над собой Том I» («Мирайся», 2009)
- А. П. Чехов, «Чайка» (серия «Иванами бунко», 2010) «Шедевры Чехова» (серия «Кавадэ бунко», 2010)
- А. П. Чехов, «Вишнёвый сад / Предложение / Медведь» (серия «Кобунся бунко», «Новые переводы классики», 2012)
- П. П. Ершов, «Конёк-Горбунок» (серия «Иванами Сёнэн Бунко», 2016)
- А. П. Чехов, «Верочка / Палата № 6; Шедевры Чехова» (серия «Кобунся бунко», «Новые переводы классики», 2023)